# Dampfrad

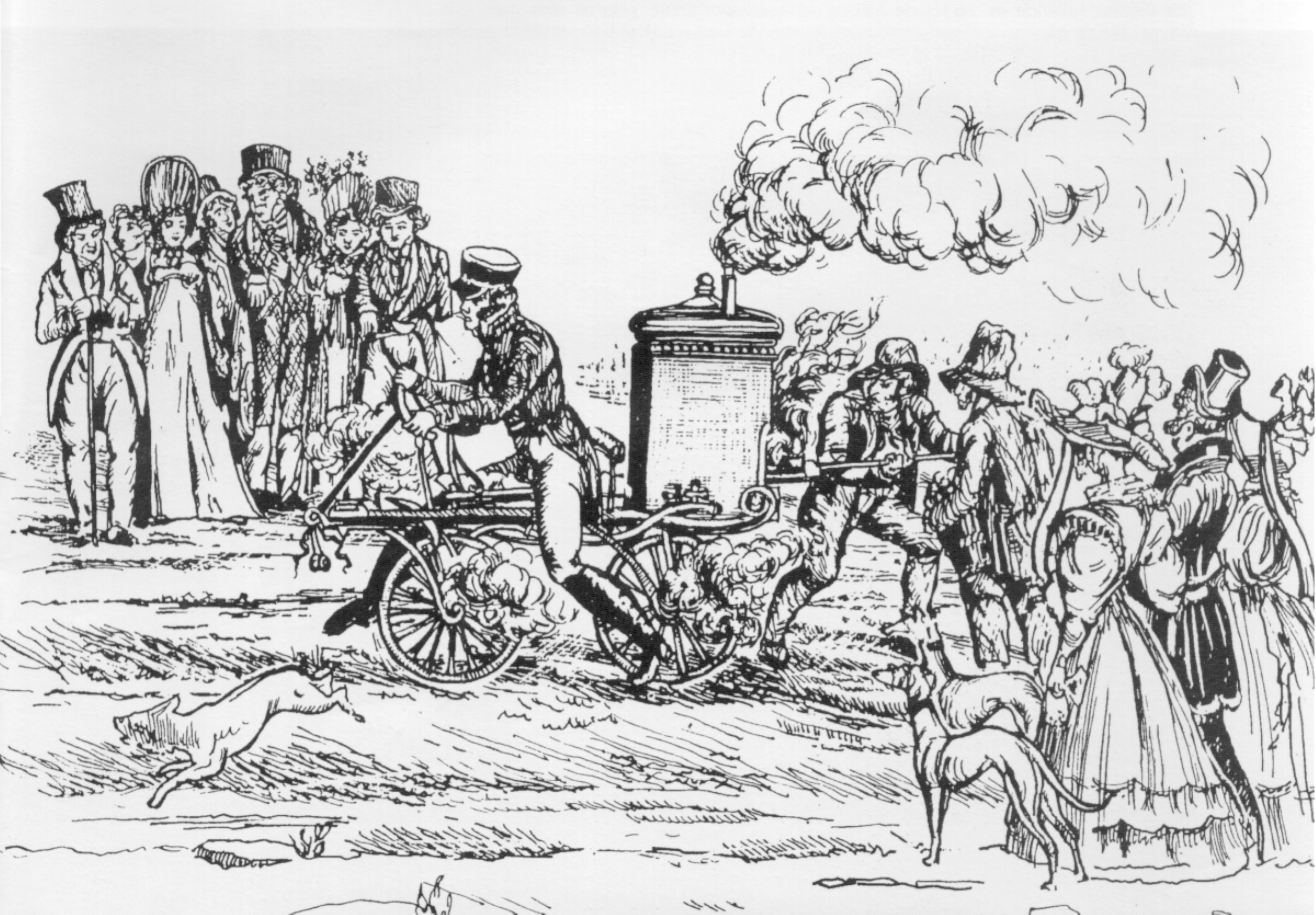
Vélocipèdraisiavaporianna, zeichnerische Utopie von 1818

Das Dampfrad, auch Dampfzweirad oder Dampffahrrad, gilt als ein Vorläufer des Motorrads.
Noch vor der Entwicklung eines mit Verbrennungsmotor angetriebenen Zweirads wurden Ende der 1860er Jahre in Frankreich und den Vereinigten Staaten dampfbetriebene Zweiräder entwickelt. Wenn die Art des Antriebs nicht auf innere Verbrennung begrenzt wird, gelten Dampfräder als erste Motorräder.
Das erste Dampfrad (und damit Motor–Rad nach der erweiterten Definition) stammt aus Frankreich aus dem Jahre 1869 von Michaux-Perreaux, nahezu zeitgleich erschien das erste Roper Dampfrad um 1869.
- 1885 entwickelte Lucius B. Copeland in Philadelphia eine Dampfmaschine, die er in ein Hochrad einbaute. Von diesem Modell sind etwa 200 Maschinen gebaut und verkauft worden.[4]
- 1889–1893 baute Hildebrand und Wolfmüller ein Dampfrad,[5]
- 1894 gab es ein weiteres Modell von Roper,
- 1896 ein französisches Modell von Dalifol[6] und das Dampfrad von Geneva aus Ohio.[7]
- 1898 ein amerikanisches Modell von H. W. Libbey aus Boston.[8]

Doch führte das „Dampfrad in eine Sackgasse, da die Dampfmaschine zu schwer und zu wenig leistungsfähig war.“ Heute werden ausschließlich mit Verbrennungs- oder Elektromotoren angetriebene Zweiräder als Motorräder bezeichnet.
Der Daimler-Reitwagen von 1885 mit Verbrennungsmotor war ein direkter Vorläufer des modernen Motorrads, während die Hildebrand und Wolfmüller von 1894 das erste käufliche Motorrad mit Verbrennungsmotor war.    

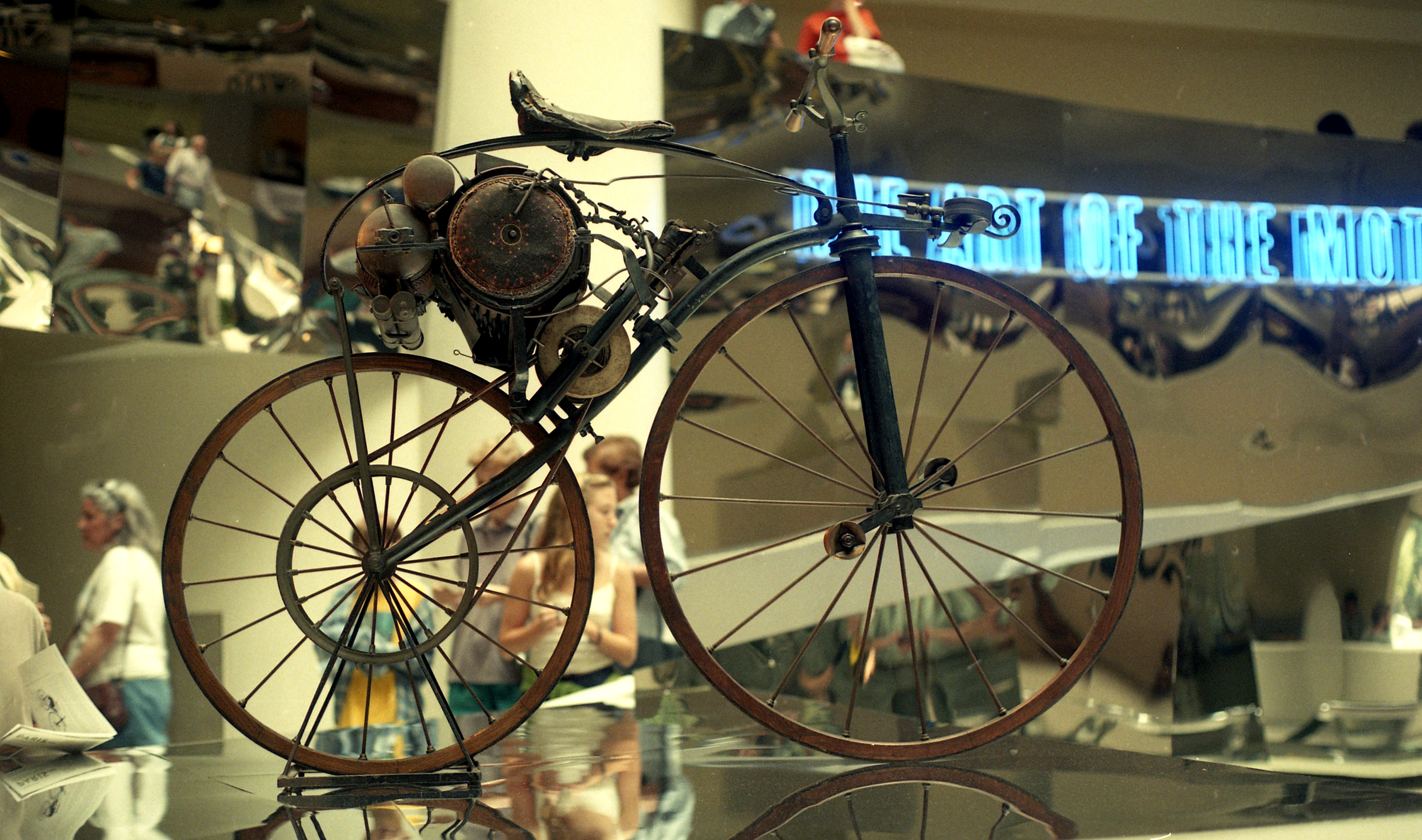
Michaux-Perreaux Dampfrad von 1869
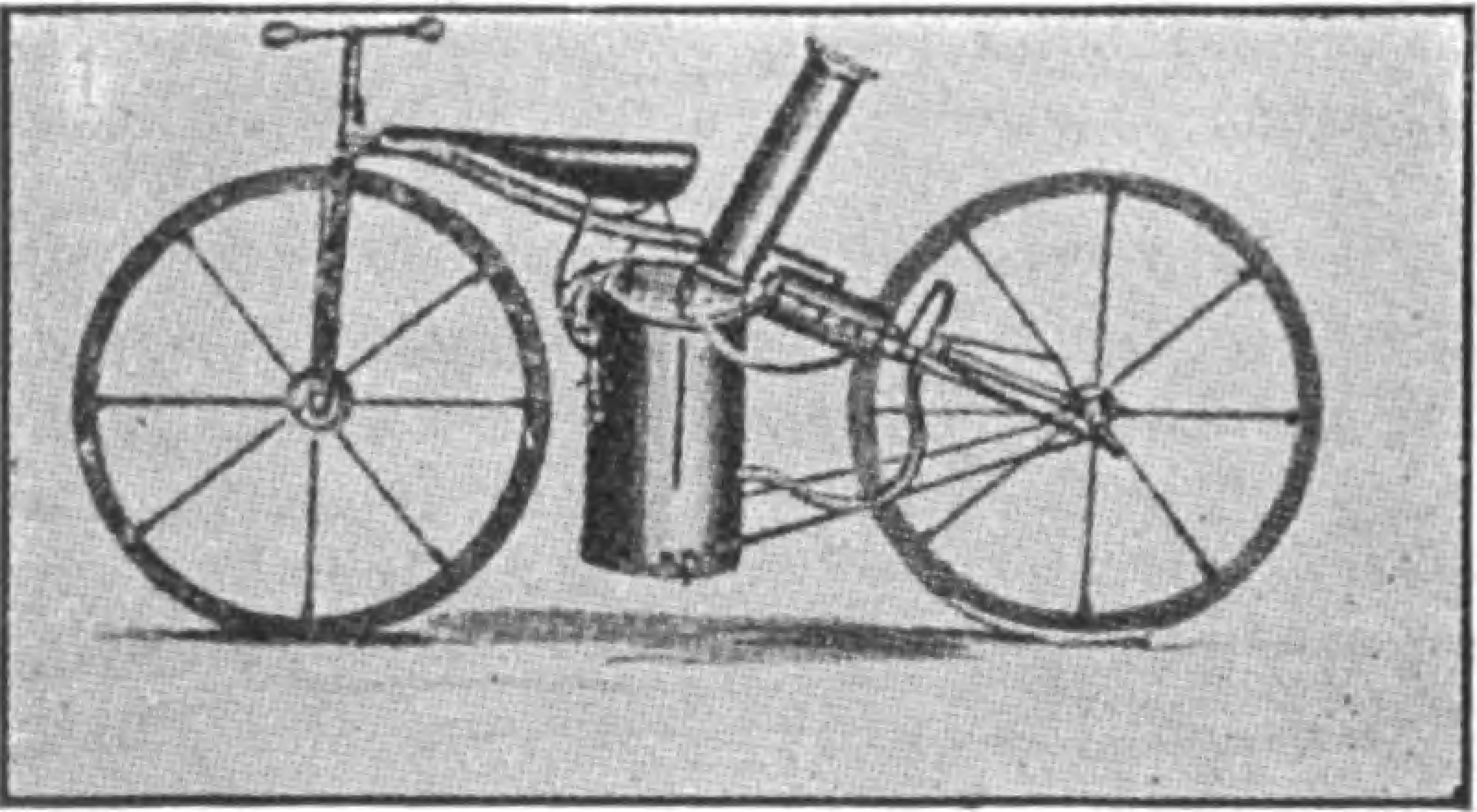
Roper Dampfrad um 1869
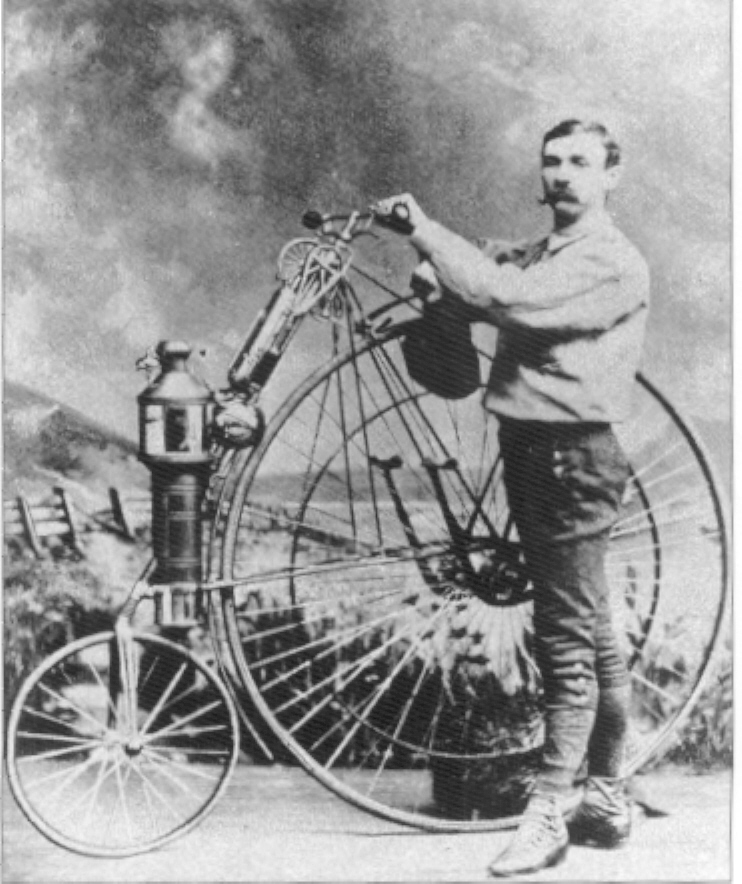
Copeland Dampfrad von 1885
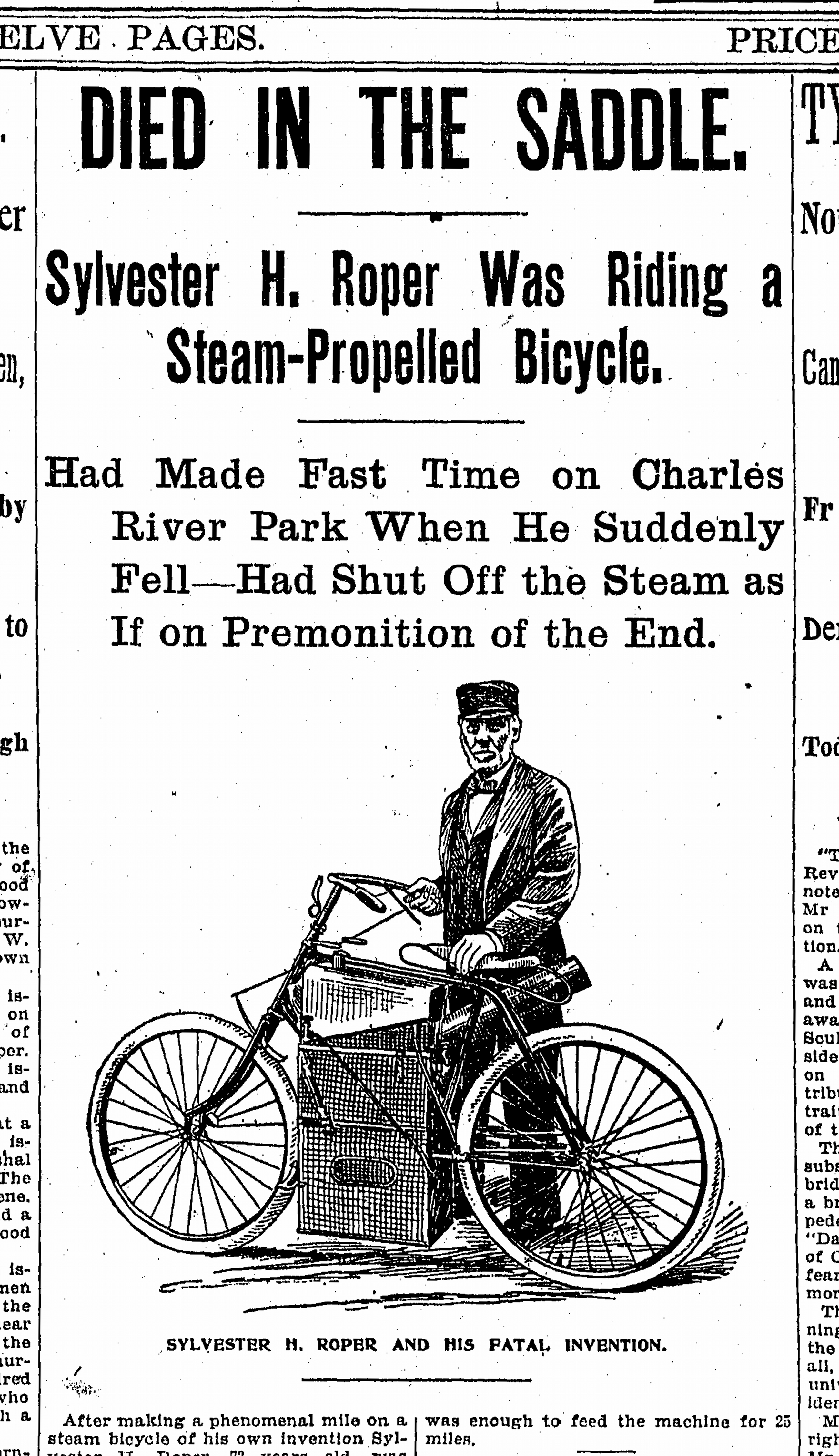
Roper Dampfrad von 1894
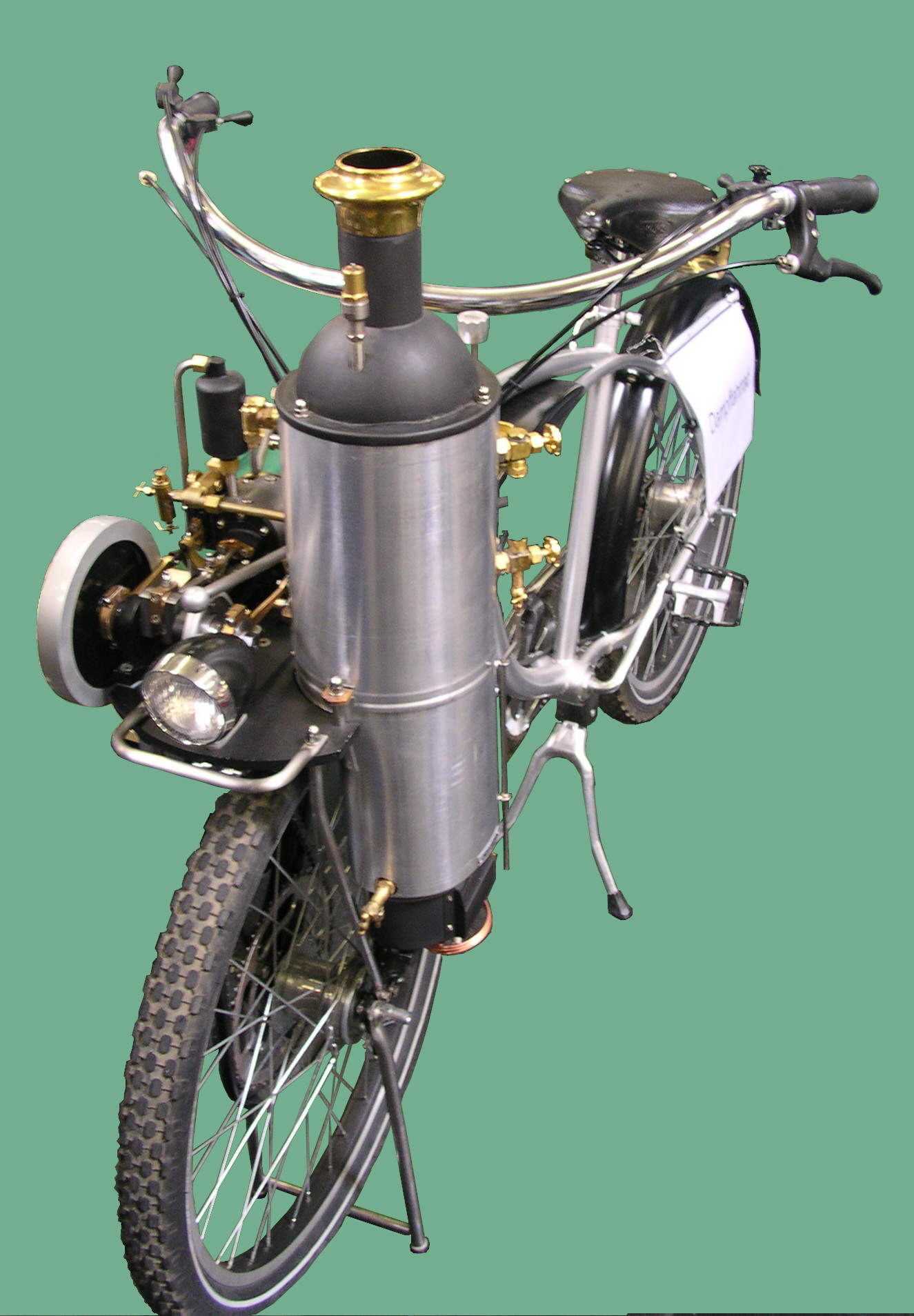
Dampf-Fahrrad von 2007